# リンゴ・デススター
リンゴ・デススター（Ringo Deathstarr）はアメリカ合衆国のオルタナティヴ・ロックバンド。フガジ、 ザ・キュアー、ザ・スミス、マイ・ブラッディ・ヴァレンタイン、ヴェルヴェット・アンダーグラウンドなど、影響を受けたバンドは多岐に渡る。
2005年にエリオット・フレイザーを中心にバンドを結成、2007年にセルフタイトルとなるEP『Ringo Deathstarr』をリリース。以後立て続けにシングルのリリースや、全米およびイギリスや日本の各地の都市を周るツアーを行っている。2011年2月にClub AC30より初のフルアルバム『Colour Trip』をリリースし、同年の暮れからスマッシング・パンプキンズのツアーに同行するなど、精力的に活動を行っている。
バンド名の由来は、ビートルズのドラマーリンゴ・スターと、スター・ウォーズに登場する要塞デス・スターによる。

## 来歴
エリオットの故郷であるテキサス州のビューモントで結成するが、その後すぐに音楽の盛んな都市であるオースティンに活動の拠点を移し、ギタリストのレナン・マクファーランド、ベーシストのアレックス・ゲーリング、ドラマーのダスティン・ゴーデットらが加入し、ひとまずバンドが安定する。そして、2007年の秋にデビューEP『Ringo Deathstarr』をSVC Recordsからリリースする（後にボーナストラックの追加された再発盤が『Sparkler』として2009年にリリースされている）。その後数回のメンバーチェンジを経て、最終的にメンバーをエリオット、アレックス、ドラマーのダニエル・コボーンの三人に固定し、サウンドに更に磨きをかける。2009年、三人体制になってから出場したイベントによって知名度を上げ、イギリスのレーベルClub AC30に移籍、2011年には初のフルアルバム、『Colour Trip』をリリースする。日本においても、ビニール盤によって日本盤がリリースされている。

## 音楽性
ライド、ジーザス&メリーチェイン、マイ・ブラッディ・ヴァレンタインなどの、シューゲイザー黎明期のバンドとはよく比較され、強い影響を受けていると言われている。また、スペースメン3などのドローン・ミュージックからも同様に影響が窺える。Allmusicは彼らについて、「彼らは見事に先人たちの音楽を消化し、自分達のものにしてしまった。忠実に再現された昔ながらのシューゲイザーサウンドに賛辞を惜しまざるを得ない。聴いた者は皆、アルバムの端から端までを埋め尽くすノイズギターの洪水に我を忘れ、ベース・ボーカルのアレックスの甘い歌声に酔いしれるだろう。」と述べている。また、BBC Music曰く、「ミュージシャンにとって、独創性や奇抜さといったものが必ずしも重要ではないことを彼らが提示した。テキサスのシューゲイザーとドローン・ミュージックの全てがこのバンドに集約されている。何度も言うが、彼らの音楽は素晴らしい。」。

## ディスコグラフィー

### スタジオ・アルバム
- Sparkler (コンピレーション盤) (2009)
- Colour Trip (2011)
- Mauve (2012)
- Pure Mood (2015)

### EP
- Ringo Deathstarr (2007)
- Shadow (2011)
- Gods Dream (2013)

### シングル
- In Love (2009)
- You Don't Listen (2009)
- Dream About Me / Tambourine Girl (2009)

デプレシエーション・ギルドとのスプリット盤。
- So High (2011)[5]

### 参加作品
- DEAR FUTURE / COALTAR OF THE DEEPERS (2011)

表題曲「DEAR FUTURE」のカバーで参加。